# Sylviane Friederich
Sylviane Friederich, née à Morges le 13 juillet 1950, est une galeriste, libraire et éditeur vaudoise.

## Biographie
Née dans une famille de tonneliers et vignerons installée depuis quatre générations à Morges, Sylviane Friederich choisit son métier de libraire lors d'un stage d'une parente à la librairie anglaise de Zurich. Devenue responsable en 1978 à Morges de la librairie Couvaloup (1979-2003) qui est également une galerie, elle reste vingt-cinq ans dans ce lieu avant d'ouvrir La Librairie dans la même ville. 
Présidente de la Société des libraires et éditeurs de Suisse romande, cette libraire se voit décerner le grade de chevalier dans l'Ordre des Arts et des Lettres le 24 mars 2002. En juin 2004, Sylviane Friederich est nommée présidente de l'Association suisse des diffuseurs, éditeurs et libraires (ASDEL).
En août 2008, Sylviane Friederich devient directrice littéraire chez Infolio.
En septembre 2010 a lieu la première édition de la manifestation "Le livre sur les quais" à laquelle participe activement Sylviane Friederich.

## Sources
- « Sylviane Friederich », sur la base de données des personnalités vaudoises sur la plateforme « Patrinum » de la Bibliothèque cantonale et universitaire de Lausanne.
- * Morges: «Le livre sur les quais» a attiré 35’000 visiteurs, 24 Heures, 2002/04/06, p. 18 & 2005/06/13 p. 26 avec photographie 2011/09/04
- Anne-Laure Walter Livre Hebdo, juillet 2008